# Chytridiomycose

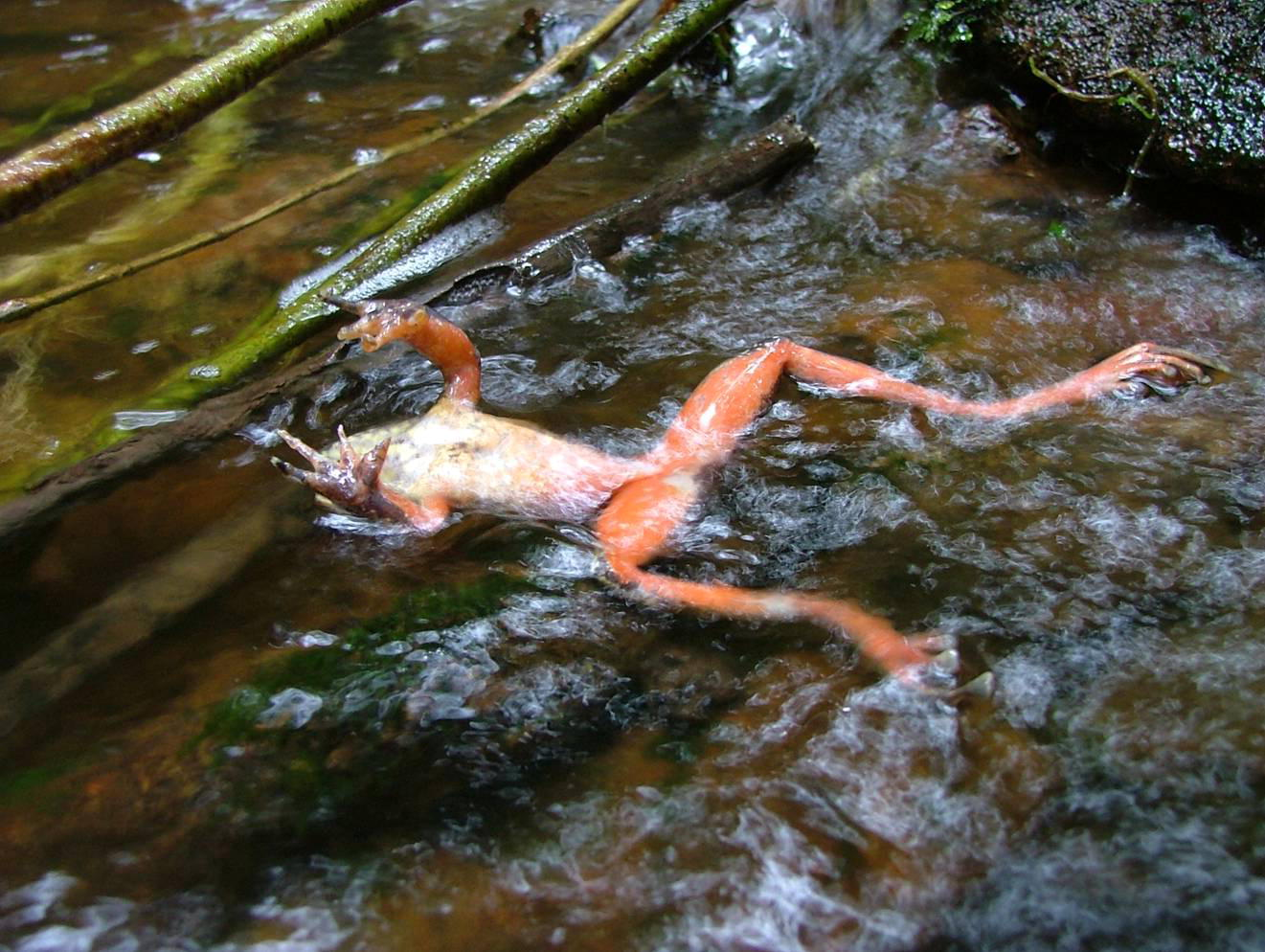
Grenouille morte infectée par Batrachochytrium dendrobatidis

La chytridiomycose est une maladie infectieuse fatale affectant les amphibiens (anoures, urodèles et gymnophiones).
C'est une maladie émergente provoquée par le chytridiomycète Batrachochytrium dendrobatidis, qui contribue au déclin des populations d'amphibiens dans le monde entier. En 2004, elle affectait déjà 30 % des espèces mondiales d'amphibiens.
« En moins de trente ans, les scientifiques estiment que plus de 120  espèces ont disparu et 435 ont fortement régressé ». En 2010, 387 espèces étaient reconnues affectées, dans 45 pays.
En Europe, les premières mortalités massives dues à ce champignon ont d'abord été constatées en Espagne, puis en France, en Suisse, en Grande-Bretagne. Les données de séquençage génétique (24 millions de nucléotides) notamment produites par Matthew Fisher & al; (Imperial College de Londres) à partir de 20 isolats de Bd (B. dendrobatidis) collectés chez 11 espèces d'amphibiens en Afrique du Sud, Amérique du Nord et centrale, Australie et Europe ont mis en évidence trois lignées très divergentes. Un groupe (« lignée Bd-GPL », hautement pathogène et qui a subi une recombinaison génétique récente, au XXe siècle) et présent sur les cinq continents, semble responsable de toutes les mortalités massives constatées depuis quelques années. Un isolat trouvé en Suisse forme un autre groupe. Des souches trouvées en Afrique du sud et Espagne (Majorque) constituent un troisième groupe. Ces deux derniers groupes se montrent peu pathogènes, mais des biologistes japonais, chinois et américains ont récemment aussi détecté de nouvelles lignées infestant des espèces endémiques au Japon, en Chine et au Brésil. La présence de certaines souches n'empêche pas les populations qu'elles infectent de progresser, alors que les souches pathogènes peuvent rapidement faire disparaitre des populations.

## Le champignon

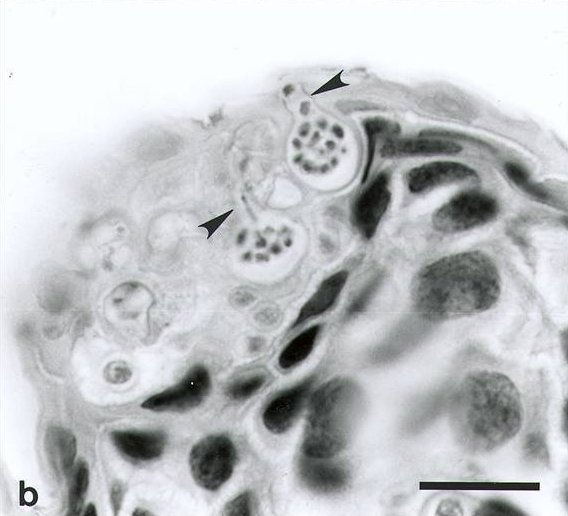
Vue microscopique des zoosporanges qui croissent au détriment des cellules cornées

Batrachochytrium dendrobatidis est un champignon décomposeur du groupe des moisissures. En temps normal, il contribue à décomposer la matière organique morte (nécromasse). Il est capable de décomposer les substances cornées (kératine) de la peau des amphibiens (toute la peau chez l'adulte, et la zone buccale chez le têtard). Toutes les espèces testées s'y sont montrées vulnérables, mais quelques-unes survivent mieux à l'infection (Grenouille rieuse ou Grenouille taureau par exemple).
L’infection est transmise dans l’eau, par des zoospores qui colonisent la peau des amphibiens où ils forment des zoosporanges, lesquels produiront de nouveaux zoospores qui infecteront d'autres amphibiens ou d'autres parties du corps de l'animal infecté.
Le champignon ne semble pas capable de survivre très longtemps dans l’environnement, mais il peut se développer sur de la matière morte comme moisissure libre (en laboratoire, les zoosporanges survivent et restent infectieux jusqu’à sept semaines en eau douce).
Une hypothèse est que le champignon sécrète une toxine.

## Symptômes de la maladie
- Les têtards peuvent porter la mycose sur la bouche, mais n'en meurent pas.
- Les amphibiens adultes touchés, dès après la métamorphose souvent, entrent dans une phase de léthargie avec souvent une desquamation de la peau (sur les pattes et le ventre surtout). Les individus de certaines espèces semblent mieux résister, mais la maladie leur est quand même généralement fatale.

## Historique
La chytridiomycose a été récemment découverte en 1998 chez des grenouilles tropicales, en Australie et en Amérique centrale qui mouraient en hécatombes, avant d'être peu à peu repérée sur tous les continents. Elle s'est fait connaître par des déclins spectaculaires de population, voire des extinctions d'espèces ou de populations d'amphibiens ; en Amérique du Nord, Amérique centrale, Amérique du Sud, et dans l'est de Australie et en Europe. Ce pathogène a par exemple été observé en Espagne (chez le crapaud accoucheur, crapaud commun, salamandre tachetée) et en plusieurs lieux en Suisse, et sur différentes espèces d’amphibiens (crapaud accoucheur, crapaud calamite, crapaud commun, grenouille verte, grenouille rieuse, grenouille de Lataste, salamandre tachetée, triton alpestre, triton palmé). Des amphibiens tués par ce champignon ont aussi été trouvés). L'UICN estime qu'au rythme des 10 dernières années, cette maladie va conduire à l'extinction la plus rapide qui ait jamais eu lieu depuis que l'humanité existe, quel que soit le groupe taxonomique considéré.
Plusieurs théories existent quant à l'origine de ce champignon :
- il pourrait s'agir d'une mutation qui a rendu une moisissure banale très pathogène pour les amphibiens
- les amphibiens pourraient avoir subi une baisse de leur immunité à la suite d'une exposition chronique à certains polluants (ex : pesticides présents dans l'air ou les pluies) et/ou à la suite de l'augmentation du taux d'UV dans l'air (induite par le trou de la couche d'ozone), ce qui les aurait rendus plus réceptifs à ce type de pathogène, lequel aurait eu plus de chance de muter et de s'adapter aux défenses immunitaires des amphibiens.
- ce champignon pourrait avoir été introduit dans différents pays via des animaux de laboratoire importés d'Afrique. La maladie a été constatée sur des spécimens de Xenopus laevis ou dactylères du Cap dès 1938[8]. Cette datation et l’origine africaine des premiers cas plaident pour cette hypothèse, d'autant que des xénopes ont été exportés en nombre dans tous les pays durant plusieurs décennies (comme test de grossesse vivants, et comme animaux de laboratoire et de musée). Des animaux échappés ou la contamination des milieux humides par des vidanges d'eau de cuves d'élevage ont ainsi pu répandre le microbe. Mais on peut aussi supposer que la maladie avait plus de chance d'être repérée dans ce type d'élevage. Une fois introduits dans différents pays, le champignon a pu être transporté par de nombreux autres moyens.
- certains auteurs[réf. nécessaire] estiment que les dérèglements climatiques pourraient avoir accru la vulnérabilité des amphibiens

## Prévalence
Elle est mal connue. Des disparitions de populations entières ont été constatées dans le monde entier, mais généralement sans qu'on ait fait des analyses précises des causes du phénomène.
À l'occasion de certaines baisses de population attribuées au champignon B. dendrobatidis, on a trouvé des espèces ou groupes d'individus résistant à l'infection. Quelques populations peuvent survivre avec un faible niveau de persistance de la maladie. La plupart des études en laboratoire ne rendent pas compte de la complexité des phénomènes en jeu dans les écosystèmes, ce qui rend délicate l'application de leurs conclusions sur le terrain.

### En France
Des mortalités de salamandre tachetée et de crapaud alyte ont été constatées dans les Pyrénées. Au vu de l'épidémiologie mondiale de cette maladie, « La situation est très préoccupante » selon Rémi Duguet, auteur en 2003 de l'ouvrage Amphibiens de France, Belgique et Luxembourg . De premiers prélèvements aléatoires ont été faits en 2014 avec l'aide du Parc naturel régional de Périgord-Limousin et du laboratoire CNRS d'écologie alpine de Grenoble et de l'université de Savoie. Alors que les populations de salamandre tachetée s'effondrent aux Pays-Bas (96 % des populations disparues en 3 ans seulement, de 2010 à 2013). L'étude des mycoses trouvées sur des cadavres et dans un élevage consacré à la conservation ex situ de l'espèce met en évidence une souche causant de fortes ulcérations
cutanées et une mort rapide des individus touchés. L'inoculation de cette souche au crapaud alytes accoucheur (connu pour sa vulnérabilité à Bd) ne provoque pas d'infection mortelle. Ses spécificités morpho-génétiques ont conduit à décrire une nouvelle espèce : Batrachochytrium salamandrivorans, hautement pathogène pour la salamandre tachetée,.

Un site internet (www.alerte-amphibien.fr) a été ouvert pour permettre au public de déclarer des observations d’amphibiens « malades » et de bonnes pratiques d’hygiène sur le terrain sont recommandées pour éviter de transporter des propagule du champignon pathogène.

### En Europe
Selon les premiers tests et données disponibles en 2009, 31 % des espèces européennes d'amphibiens s'y montraient mortellement sensibles.
Un programme européen dit Race (pour Risk Assessment of Chytridiomycosis to European Amphibians, mis en place en 2009) doit faire un point épidémiologique sur la maladie en Europe, ce qui nécessite de faire de nombreux prélèvements biologiques sur toutes les espèces d'amphibiens (alors même que certaines espèces sont déjà devenues rares ou très rares sur leur ancienne aire naturelle de répartition). Les chercheurs disposent de 3,5 millions d'euros[Quand ?] pour financer les recherches d'un consortium de laboratoires français, allemands, anglais, espagnols et suisses.

## La maladie
Elle pourrait être diffusée en Europe par deux espèces vectrices qui sont porteuses saines ; deux espèces exotiques invasives au moins, la grenouille taureau (dans le Sud-Ouest de la France notamment) et le xénope lisse (espèce introduite en Maine-et-Loire et dans les Deux-Sèvres. Comme cette dernière espèce a été très largement répandue à travers le monde, elle a pu être un des vecteurs potentiels de la transmission du B. dendrobatidis.
D'autres études, cependant, suggèrent que B. dendrobatidis est présent en Amérique centrale et en Amérique du Nord depuis des décennies.[citation nécessaire]
On ne connaît pas à ce jour de mesure efficace pour contrôler la maladie dans la nature et chez les populations sauvages. Elle s'est diffusée très rapidement et continue à se propager. Le commerce en général et celui des amphibiens en particulier et le tourisme international, les transferts locaux d'organismes ou d'eau (ré-empoissonnement, plantes aquatiques, escargots, tourisme nautique...) d’un plan d’eau à l’autre sont à proscrire.

## Moyens de lutte?
Des études en laboratoire suggèrent que le champignon supporte mal les températures élevées, et qu'exposer les amphibiens infectés à des températures élevées peut éliminer le champignon. Ceci peut expliquer pourquoi la chytridiomycose se développe principalement sous les climats frais.
Certaines bactéries symbiotiques de la peau des amphibiens, telles que Janthinobacterium lividum, semblent augmenter la protection de certains d'entre eux face aux spores du champignon, mais cette piste n'a pas débouché sur des solutions permettant de lutter contre cette maladie.
Le champignon très ubiquiste ne semble pas pouvoir être éliminé dès lors qu'il a colonisé une région. Une recommandation (notamment officiellement portée par la Suisse) est d'empêcher sa dissémination en ne transportant pas d'amphibiens d'un bassin versant à un autre, en désinfectant les bottes et chaussures, le matériel de pêche et de navigation, etc.
Le champignon peut être tué par :
- la déshydratation (séchage complet des bottes, chaussures, matériels),
- le chauffage (5 min. à 60 °C suffisent),
- des biocides comme l'eau de Javel non diluée ou l'alcool à 70 %, à ne pas répandre dans la nature car toxiques pour toutes les espèces et risquant de provoquer l'apparition de souches microbiennes chlororésistantes),
- divers produits fongicides (dont le virkon par exemple, à utiliser avec précaution et en respectant les modes d'emploi)